# Portage (Utah)
Portage város az USA Utah államában, Box Elder megyében. Lakosainak száma 273 fő (2020. április 1.).

## Népesség
A település népességének változása:

| 2010 | 245 |
| 2020 | 273 |